# الحوت محزم الأسنان
الحوت محزم الأسنان (الاسم العلمي: Mesoplodon layardii) هو نوع من الحيتانيات، يتبع جنس حيتان مركزية الأسنان.